# Brian Thompson (giocatore di football americano)
Brian Thompson (Saginaw, ...) è un ex giocatore di football americano statunitense, che ha giocato come tight end.
Dopo aver giocato per la squadra universitaria statunitense dei Michigan Wolverines non ha proseguito la carriera nel football americano, ad eccezione della partecipazione al mondiale 2007 con la nazionale che ha vinto il titolo.

## Palmarès
- 1 Mondiale (2007)